# Holdenstedt (Uelzen)
Holdenstedt ist ein Ortsteil der Hansestadt Uelzen in Niedersachsen mit rund 2.100 Einwohnern. Die Gerdau durchfließt den Norden des Ortes und die Hardau den Süden und Osten. Im Südosten besteht Anschluss an die B4.

## Geschichte
Holdenstedt wurde erstmals 1061 urkundlich erwähnt und war bis 1972 eine selbstständige Gemeinde. Die Einwohnerzahl betrug 1925 insgesamt 625, stieg bis 1933 auf 764 und betrug 1939 bereits 832.
Im Ortsteil befindet sich das im 18. Jahrhundert errichtete Schloss Holdenstedt, das heute das Heimatmuseum des Kreises Uelzen beherbergt. Der Holdenstedter Friedhof wurde im Jahr 1628 angelegt und steht inzwischen unter Denkmalschutz.
Am 1. Juli 1972 wurde Holdenstedt in die Kreisstadt Uelzen eingegliedert.

## Persönlichkeiten
- August Meyer (1871–1929), Politiker, Abgeordneter zum Preußischen Landtag, wurde hier geboren.